# نادي فرنسا
نادي ملعب فرنسا لكرة القدم (بالفرنسية: Stade Français Football)‏ نادي كرة قدم فرنسي . يقع مقره في ضاحية فاكريسون الباريسية. تم تأسيس النادي في سنة 1900 .